# (406957) Kochetova
(406957) Kochetova est un astéroïde de la ceinture principale.

## Description
(406957) Kochetova est un astéroïde de la ceinture principale. Il fut découvert le 21 juillet 2009 à Zelenchukskaya Station par Timur V. Kryachko. Il présente une orbite caractérisée par un demi-grand axe de 2,78 UA, une excentricité de 0,16 et une inclinaison de 8,8° par rapport à l'écliptique.

## Compléments